# 本姓
本姓（ほんせい）は、日本において、氏（同族血縁集団）を示す氏族名を指す。「本来の氏」という意味である。単純に姓（せい）とも言う。古代の「姓（かばね）」のことではない。
明治時代以降に家族集団名である「名字（苗字）」や「家名」のことを「氏」と呼ぶことが広まったために、これと区別の目的で「本姓」が用いられるようになった。中世以降、一般には、姓が氏と同じ意味を指すように変化しているため、「本来の氏」のことを「本来の姓」つまり「本姓」と表現した。

## 概要

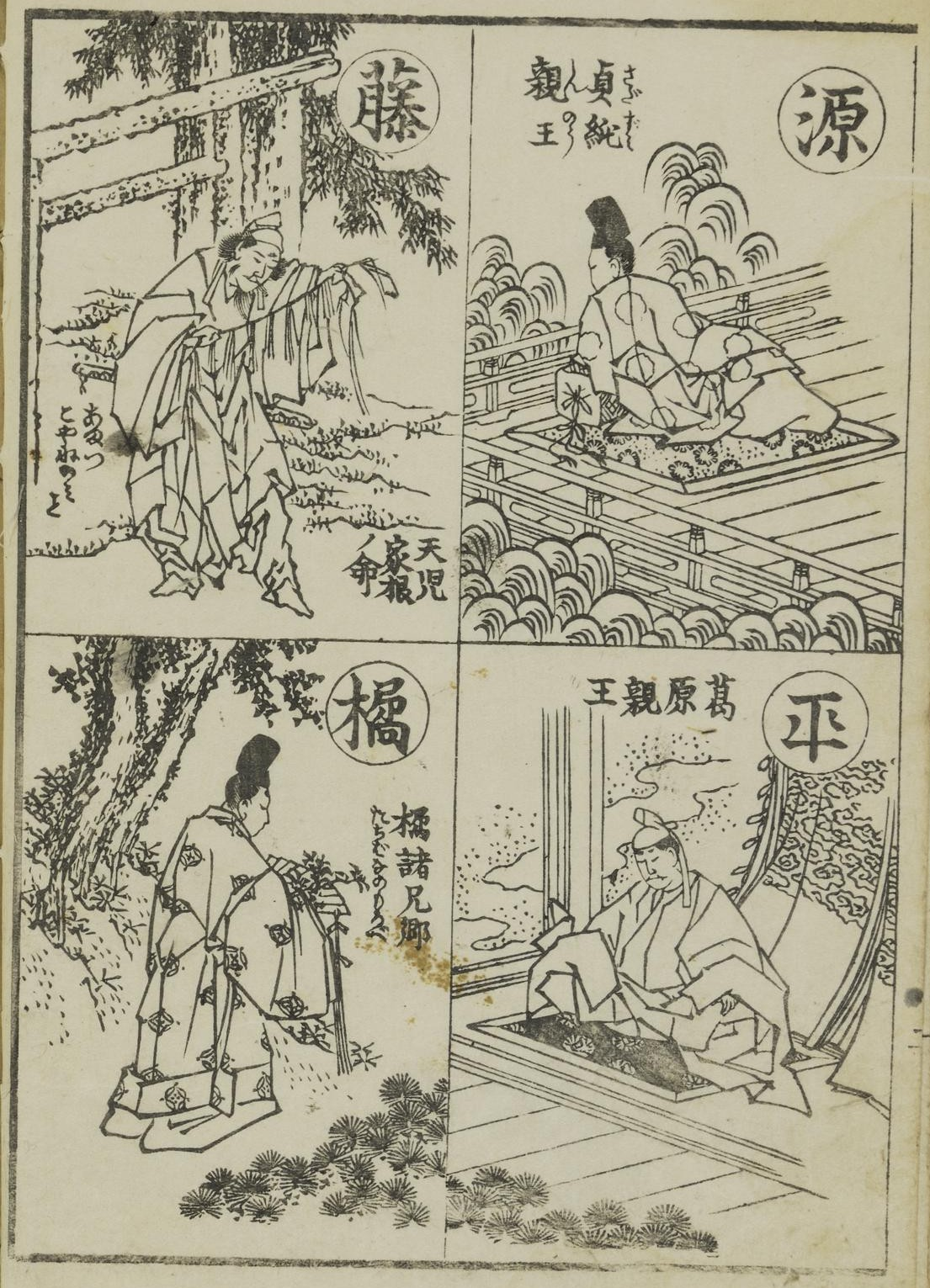
葛飾北斎『源平名頭　絵本武者部類』より源平藤橘の図（貞純親王・葛原親王・天児屋命・橘諸兄）

「本姓」は文字通り「本来の姓」あるいは「本来の氏」を意味する。
例えば、平安時代までであれば藤原道長、菅原道真など、「氏」と「諱」を中心とした人名が多く見受けられ、「氏」と「諱」の間には「ふじわら-の-みちなが」「すがわら-の-みちざね」など「の」を入れた人名が主流であった。代表的な源氏・平氏・藤原氏・橘氏は「源平藤橘」（四姓）と総称されている。
鎌倉時代前後より公卿や武士の間において「名字（苗字）」や「家名」が普及し、それまでの「氏」を中心とした人名呼称に大きな変化が見られた。

### 家名
例えば藤原氏は藤原南家や藤原北家などに分かれ、「家」が意識されるようになる。また、清和源氏では源満仲の長男・源頼光からは摂津源氏、次男・源頼親からは大和源氏、三男・源頼信からは河内源氏が、さらに河内源氏から石川源氏が分かれるといったように、共通の先祖を持つ同族のうちでも系統分化した支族それぞれに家族意識が生じ、平安時代末期に至ると知行や荘園など所領する土地の地名を「名字」として新たな家族単位が生まれた。
清和源氏では源義国を祖とする新田氏、足利氏、源義光を祖とする佐竹氏、武田氏が著名である。桓武平氏などでも北条氏をはじめ、大庭氏、三浦氏、土肥氏、長崎氏などさまざまな「名字」が派生し、その「名字」が子孫に引き継がれることにより呼称として広まった。
「名字」は嫡男にのみ受け継がれ、庶子は別の「名字」を称して庶家として派生することも多く、例えば源氏一門の足利氏からは、斯波氏や吉良氏などの庶家が派生し、平氏の流れを汲む豊島氏から葛西氏が派生した。それによって「名字」は無数に広まっていったのである。この「名字」の出現は、氏族人口の拡大で、必ずしも「氏」だけでは個人の判別が難しい中、同氏族間の一族構成を区別する新たな単位として機能するとともに、「名字」をもって所領の支配権の正当性を称する大きな意味を持った。
とはいえ「名字」の出現は、古代から引き継がれた「氏」という氏族名称に取って代わったわけではない。公的な文書においては官位とともに「氏」と「諱」が記載され、何より出身氏族を重んずる当時の名誉意識からして、「氏」は家柄の由緒を示す誇りであり続けた。
明治3年（1870年）の平民苗字許可令、明治8年（1875年）の平民苗字必称義務令により、日本国民はみな公的に「名字（苗字）」を持つことになった。その後に法令上、これを「氏」と呼称した。